# Tribal Hidage

Carte des peuples mentionnés dans le Tribal Hidage. Tous ne sont pas localisables avec certitude.

Le Tribal Hidage est une liste de tribus anglo-saxonnes compilée à une date inconnue entre le VIIe et le IXe siècle. Elle dénombre trente-cinq peuples et donne la superficie de leur territoire en hides. Certains de ces peuples ne sont pas identifiés, mais la quasi-totalité des autres sont situés au sud de l'estuaire du Humber. La liste débute avec les Merciens, ce qui suggère qu'elle a été produite dans ce royaume, mais une origine northumbrienne a également été proposée par certains historiens.
Son but original est inconnu. L'hypothèse la plus répandue la considère comme une liste de peuples devant verser tribut à un roi, mais d'autres possibilités sont envisageables. Les historiens modernes se sont efforcés de situer les peuples de la liste sur la carte de l'Angleterre et de l'utiliser pour échafauder des théories sur l'organisation politique des Anglo-Saxons.
Il subsiste trois recensions distinctes du Tribal Hidage, dont la plus ancienne remonte au XIe siècle.

## Contenu
Le Tribal Hidage est une liste de peuples, ou de territoires, associés à une superficie en hides. Elle s'ouvre par la Mercie, avec 30 000 hides, puis énumère une série de peuples localisés dans l'ouest et le nord des Midlands, parmi lesquels les Wreocensæte, les Magonsæte et le Lindsey, chacun avec 7 000 hides. La liste comprend également des peuples aux territoires beaucoup plus réduits, 300 ou 600 hides, dont tous ne sont pas localisés avec certitude, mais dont la plupart se situent apparemment dans l'est des Midlands, dans la région des Fens. La fin de la liste énumère les grands royaumes du sud de l'Angleterre : l'Est-Anglie, l'Essex, le Kent, le Sussex et le Wessex.
- Myrcna landes [...] Mrycna hæt (Mercie) : 30 000 hides
- Wocen sætna (Wreocensæte) : 7 000
- Westerna (Magonsæte) : 7 000
- Pecsætna (Pecset) : 1 200
- Elmed sætna (Elmet) : 600
- Lindesfarona mid Hæþ feldlande (Lindsey avec Hatfield Chase) : 7 000
- Suþ gyrwa (Gyrwas du Sud) : 600
- Norþ gyrwa (Gyrwas du Nord) : 600
- East wixna : 300
- West wixna : 600
- Spalda : 600
- Wigesta : 900
- Herefinna : 1 200
- Sweord ora : 300
- Gifla : 300
- Hicca : 300
- Wiht gara (Wihtware) : 600
- Noxgaga : 5 000
- Ohtgaga : 2 000
- Hwinca (Hwicce) : 7 000
- Ciltern sætna (Cilternsæte) : 4 000
- Hendrica : 3 500
- Unecungaga : 1 200
- Arosætna : 600
- Færpinga : 300
- Bilmiga : 600
- Widerigga : 600
- Eastwilla : 600
- Westwilla : 600
- East engle (Est-Anglie) : 30 000
- Eastsexena (Essex) : 7 000
- Cantwarena (Kent) : 15 000
- Suþsexena (Sussex) : 7 000
- Westsexena (Wessex) : 100 000

## Les manuscrits
Le Tribal Hidage subsiste sous trois variantes qui dérivent toutes d'un manuscrit original aujourd'hui perdu. Ces formes sont appelées A, B et C par les historiens modernes :
- La recension A, la plus ancienne et la plus complète des trois, figure dans un recueil de textes variés, en vieil anglais et en latin. Ce manuscrit, qui date du XIe siècle, est conservé à la British Library sous la cote MS Harley 3271.
- La recension B apparaît dans un traité latin du XVIIe siècle, Archaeologus in Modum Glossarii ad rem antiquam posteriorem, publié par Henry Spelman en 1626. Elle ressemble beaucoup à A, mais avec des différences qui suggèrent qu'il s'agit d'une copie d'une autre version de la liste.
- La recension C est illustrée par six manuscrits latins des XIIIe et XIVe siècles qui présentent le Tribal Hidage aux côtés du Burghal Hidage, une autre liste plus tardive et provenant du Wessex. Ces six manuscrits présentent des variantes communes qui permettent de les considérer comme des copies d'un même original :
  - Manchester, John Rylands Library, Latin 155 (entre 1204 et 1215) ;
  - Londres, Red Book of the Exchequer (vers 1225) ;
  - Londres, British Library, Hargreave MS 313 (vers 1250) ;
  - Londres, British Library, Cotton MS Claudius D.ii (vers 1310) ;
  - Cambridge, Corpus Christi College MS 70 (avant 1313-1314) ;
  - Oxford, Oriel College, MS 46 (vers 1330).